# Mode TTY
Le mode TTY (abréviation du mot anglais teletypewriter signifiant téléscripteur) est une fonction d’accessibilité qui a été conçue pour permettre aux personnes atteintes de troubles de l'audition (sourds et malentendants} et de la parole de communiquer avec leur téléphone mobile aussi bien avec des entendants qu'avec des personnes atteintes de troubles de l'audition ou de la parole, en convertissant du langage oral en texte et/ou du texte en langage oral. Cette fonction optionnelle permet d'utiliser un smartphone, ou de le relier à un téléscripteur (ou terminal clavier ATS, pour Appareil de Télécommunication pour Sourds), de manière à pouvoir retranscrire de manière textuelle les appels vocaux, et/ou, inversement, convertir les réponses tapées sous forme de texte, avec le clavier, en messages audio transmis à l’interlocuteur téléphonique,.
La grande majorité des smartphones vendus dans le commerce sont ainsi compatibles avec les téléscripteurs. La connexion se fait via un adaptateur, dont le prix est de quelques dizaines d'euros, et qui se branche directement sur la sortie son du téléphone mobile.
Ce mode doit être activé par l'utilisateur, car il ne l'est pas par défaut, ni sur Android ni sur iOS.
Ce mode n'est fonctionnel que pour les opérateurs téléphoniques qui le proposent.